# Narciso García Barría
Narciso García Barría (Achao, 1 de agosto de 1907 - Valdivia, 29 de mayo de 1976) fue un profesor, tallador y escritor chileno, cuya obra se orienta principalmente al archipiélago de Chiloé y la cultura de bordemar del sur de Chile.

## Biografía
Nació el 1 de agosto de 1907 en el pueblo de Achao, siendo hijo del comerciante Alfredo García y de la profesora Doraliza Barría. Su educación secundaria la completó en el Liceo Manuel Montt de Puerto Montt, y posteriormente se formó en la Escuela Normal de Valdivia, donde se tituló como profesor normalista en 1928.
Sus primeros destinos laborales fueron en escuelas de la isla Chaulinec (Quinchao) y en Frutillar. Sin embargo, luego de contraer matrimonio con la profesora Elena Quintana, a partir de la década de 1930 se establece en Puerto Montt, donde ejerció la docencia en diversos establecimientos educacionales. Junto a la educación tradicional, ejerció también como docente para adultos analfabetos, organizando una escuela en la población Modelo de esa ciudad, que hoy lleva su nombre.
Se inició en las letras durante su formación en Valdivia, donde administró la revista El Normalista Austral. En años posteriores colaboró como columnista de los periódicos El Llanquihue y El Mercurio, así como a través de artículos en revistas tales como En Viaje y la Revista Carabineros de Chile. En 1957 publicó un primer libro de cuentos, titulado Tierra de surcos y mareas, al que le seguirían varios otros libros durante las décadas siguientes.
Además de su labor como docente y escritor, desarrolló una afición por el tallado y la escultura. Es el autor de los tallados de los balcones del Hotel Vicente Pérez Rosales (hoy Hotel Vicente Costanera) de Puerto Montt, los cuales representan escenas típicas de la cultura chilota.
Narciso García Barría falleció el 29 de mayo de 1976 en Valdivia.

## Museo Pozuelo de Caicumeo
Junto con su esposa Elena Quintana, fue uno de los primeros promotores de que la ciudad contara con un museo dedicado a la cultura chilota. Con este fin, a inicios de la década de 1960 el matrimonio comenzó a conformar una colección particular, que con los años llegó más de mil objetos.
En 1965 la colección se abrió al público como un museo particular bajo el nombre de Museo Pozuelo de Caicumeo, que para 1981 había logrado acumular una colección de cerca de 2.000 piezas.
En 1986 parte de la colección del museo operó como una muestra temporal dentro de las instalaciones de la Casa del Arte Diego Rivera, previo a su incorporación dentro de las colecciones del Museo Histórico Juan Pablo II, inaugurado en 1988

## Reconocimientos
En 1954 fue nominado el Mejor Maestro de la Provincia de Llanquihue, mientras en 1958 obtuvo el segundo lugar en el Concurso Nacional de Cuentos, organizado por el Ministerio de Educación.
Por sus aportes a la cultura y la educación de Puerto Montt, en 1987 se nombró como «Sala Narciso García Barría» a la sección Chiloé del Museo Municipal de Puerto Montt. Mientras que en 1990 se rebautizó como «Escuela Narciso García Barria» a la Escuela de Adultos (Ex Escuela N° 24) de Puerto Montt, donde ejerció la docencia.
En 1997 su libro Tesoro Mitológico del Archipiélago de Chiloé fue reconocido por el Ministerio de Educación como elemento indispensable para bibliotecas de aula y liceos de Chile.

## Obras
- Tierra de surcos y mareas (1957)
- Relevo (1961)
- Voltejeos en el archipiélago (1968)
- Tesoro mitológico del archipiélago de Chiloé: bosquejo interpretativo (1969)
- Terruño chilote (1982)